# Собор в Сен-Бриё
Собор Святого Стефана  (фр. Cathédrale Saint-Etienne de Saint-Brieuc) — бывший кафедральный католический собор во французском городе Сен-Бриё; национальный памятник Франции и Бретани. Один из пунктов пешего католического паломничества Тро-Брейз.

## История
Сегодняшний храм построен в XIV—XV веках на месте более ранней церкви, с VI века являвшейся кафедрой епископа епархии Сен-Бриё. В 1852 году епархия Сен-Бриё была упразднена и объединена с епархией Трегье. В соборе хранятся мощи первого епископа Сен-Бриё святого Бриака — одного из семи основателей Бретани.